# Жабра Нікола
Жабра Нікола (араб. جبرا نقولا, івр. ג'ברא ניקולא; 16 лютого 1912 — 25 грудня 1974) — палестинець, ізраїльський араб, троцькіст, автор численних статей і брошур, який також переклав деяких класиків марксизму арабською.
Жабра Нікола народився в Хайфі, приєднався до Комуністичної партії Палестини ще до того, як йому виповнилося 20 років. Відповідав за її видання «Аль-Іттіхад».
Комуністична партія розкололася по націоналістичній лініх в 1939 році, і Жабра Нікола відмовився приєднатися до обох. Після відбуття ув'язнення британською окупацією в 1940—1942 роках його завербував до невеликого троцькістського руху Їґаель Ґлюкштейн, пізніше більш відомим як Тоні Кліфф. Однак з розпадом групи в кінці 1940-х років Жабра Нікола повернувся до Комуністичної партії Палестини. Перебуваючи в партії, він грав провідну роль у публікаціях партії, але після 1962 року, коли невеликий новий лівий рух, група Мацпена, відродився на території теперішнього Ізраїлю, він приєднався до нього вдруге і востаннє.
1967 року його помістили під домашній арешт після Шестиденної війни, 1970 року він виїхав з Ізраїлю до Лондону, де прожив до самої смерті в 1974 році .
У 1963 році Нікола був обраний до Міжнародного виконавчого комітету Четвертого Інтернаціоналу, для якого він написав багато статей і памфлетів, а також перекладав марксистську класику арабською мовою. Його найважливішими теоретичними есеями були «Тези про революцію на арабському Сході» (1972) і «Арабська революція та національні проблеми на арабському Сході» (1973), написані разом з Моше Маховером.
Джабра Нікола жив з політичною діячкою Алізою Новік (1912 р.н., Тиверіада, померла 1970 року у Хайфі), з якою мав трьох дітей.

## Виноски
1. 1 2 3 4  Frank, Pierre (1979). The Fourth International : the long march of the Trotskyists. London: Ink Links. с. 158. ISBN 0906133092. Архів оригіналу за 15 липня 2018. Процитовано 29 травня 2012.
2. ↑  Cliff, Tony. A World to Win. Архів оригіналу за 15 липня 2018. Процитовано 29 травня 2012.
3. ↑  Greenstein, Ran (2011). A Palestinian Revolutionary: Jabra Nicola and the Radical Left (PDF). Jerusalem Quarterly. Institute Of Jerusalem Studies (Summer 2011 - Issue 46): 32—48. Архів оригіналу (PDF) за 4 березня 2016. Процитовано 18 лютого 2022.
4. ↑  Nicola, Jabra. Theses on the Revolution in the Arab East. Matzpen. Архів оригіналу за 4 березня 2016. Процитовано 29 травня 2012.
5. ↑  Nicola, Jabra; Moshé Machover. Arab Revolution and National Problems in the Arab East. Matzpen. Архів оригіналу за 15 листопада 2016. Процитовано 29 травня 2012.